# Now United
Now United (estilizado como NOW UNITED) é um grupo musical misto formado em West Hollywood, Los Angeles County, EUA, em 2017. É também o primeiro grupo internacional da música pop. Criado por Simon Fuller e gerenciado pela XIX Entertainment, onde teve sua primeira formação escolhida mediante processos de seleção.
O primeiro espetáculo do grupo ocorreu em 5 de dezembro de 2017, com o lançamento de seu primeiro single, "Summer in the City", como parte do Al Gore's 24 Hours of Reality, uma transmissão mundial cujo intuito é aumentar a conscientização em torno da crise climática mundial.
Originalmente o grupo foi criado com 14 integrantes, porém, atualmente, estão cinco ativos, cada um de um país diferente. Diarra Sylla do Senegal deixou o grupo em meados de 2020, depois de inúmeras situações envolvendo a gestão do grupo e racismo – embora tenha feito aparições em três outros videoclipes do grupo desde sua saída. Any Gabrielly do Brasil, Noah Urrea dos Estados Unidos e Josh Beauchamp do Canadá deixaram o grupo em 2022, visando suas carreiras solos. Desde então, o novo membro do Brasil está sendo procurado e dos Estados Unidos foi anunciado que Zane Carter seria o novo membro, no mesmo dia em que Noah anunciou seu solo. No mesmo dia foi dito que estão também a procura de um membro de Portugal. Krystian Wang da China nunca anunciou sua saída do grupo, embora esteja, atualmente, em carreira solo e sem vínculos efetivos com o grupo. Em janeiro de 2023, Bailey May das Filipinas, anunciou a sua carreira solo e o grupo começará a procurar o novo representante das Filipinas. Em fevereiro de 2023, Sina da Alemanha e Sofya da Rússia disseram que estarão dando preferências em suas carreiras solos, porém Sina disse que em alguns momentos ela poderá aparecer com o grupo novamente. Em março de 2023, Hina Yoshihara do Japão, Heyoon Jeong da Coréia do Sul e Shivani Paliwal da Índia, informaram que também decidiram sair do grupo e se empenhar em suas carreiras solos e Joalin Loukamaa, da Finlândia, confirmou em seu Instagram que não faz parte mais do grupo. Sabina Hidalgo do México não confirmou sua saída, porém ela segue em alguns momentos com o grupo mas não em todos pela sua maternidade. Em 1 de junho de 2023, em parceria com a plataforma Tik Tok, foi anunciado o novo membro brasileiro, Desirée Silva. Em 31 de agosto de 2023, Alex Mandon da Espanha, informou que estaria deixando o grupo, pois não se sentia mais feliz e queria começar a seguir seu próprio caminho fora do grupo. Em junho de 2024, por meio de um tweet, Lamar Morris do Reino Unido, comentou que Simon é o seu ex-chefe, dando indícios que não está mais como um membro presente. Em fevereiro de 2025, Mélanie Thomas da Costa do Marfim, anunciou por meio do canal oficial do grupo, que estava indo para sua carreira solo.
Atualmente, a América Latina, a Península Ibérica, o Oriente Médio e os Sul e Sudeste asiáticos são as regiões onde há maior influência do grupo, bem como de onde provém mais visualizações e streams.

## História

### Pré-estreia:reality showpara escolha dos membros
Em meados de 2016, Simon Fuller, criador do famoso reality show American Idol e ex-agente das Spice Girls, estava em busca de novos talentos para formar um grupo com 11 integrantes de diversas partes do mundo por meio do reality show Now United.
O programa selecionou não 11, mas sim 14 pessoas de distintas nacionalidades, contando com um sistema diferente de seleção, já que o reality não seria transmitido em programas de TV, e sim através de redes sociais. Em todo o mundo, a seleção aconteceu por meio de plataformas digitais como Instagram, Facebook, YouTube e também olheiros. No Brasil, o reality também contou com a plataforma Queremos! como um dos canais para integrar a seleção do grupo. Pelo mundo, Fuller também visitou inúmeras escolas de música e canto atrás de talentos.

### 2017: membros e "Summer in the City"
De 11 a 22 de novembro de 2017, a página oficial do Now United começou a divulgar seus membros, com um vídeo-teaser, junto com seus nomes e bandeiras representantes de cada país.
Em 11 de novembro, os primeiros membros a serem revelados foram Joalin Loukamaa, da Finlândia, e Sofya Plotnikova, da Rússia. No dia seguinte revelaram mais um membro: Diarra Sylla, do Senegal.
Em 13 de novembro, foi liberado o primeiro teaser do grupo completo, onde apareceram dançando a canção "Boom Boom", do RedOne, junto com a revelação de dois novos membros, Noah Urrea, dos Estados Unidos, e Hina Yoshihara, do Japão.
Nos dias seguintes, foram revelados: Any Gabrielly, do Brasil (dia 14 de novembro), Heyoon Jeong, da Coreia do Sul, Shivani Paliwal, da Índia, Josh Beauchamp, do Canadá, Lamar Morris, do Reino Unido (dia 15 de novembro), Bailey May, das Filipinas e Krystian Wang, da China (dia 17 de novembro).
Após três dias sem informações sobre novos membros, em 21 de novembro, Sabina Hidalgo, do México foi revelada, sendo a penúltima membro. Em 22 de novembro, foi divulgado o último membro, Sina Deinert, da Alemanha.
Em 5 de dezembro de 2017, o Now United surgiu com seu primeiro single, "Summer in the City", sendo lançado também um videoclipe para a canção. O processo aconteceu em Los Angeles, no Estados Unidos. "Summer in the City" é uma versão em inglês do clássico sueco dos anos 1990 "Sommaren i City", do girl group Angel. A canção foi composta por Jakke Erixson, Mika Guillory, Justin Tranter e RedOne, sendo produzida pelo último.[carece de fontes?]

### 2018–2019: turnê mundial e Copa do Mundo
Em abril de 2018, o grupo lançou a versão final do videoclipe de sua primeira faixa-título, "Summer in the City". No mesmo mês, o grupo se preparou para dar início à primeira turnê mundial, onde performariam em programas de televisão pelo mundo, assim como fariam shows. A Promo World Tour, iniciou-se em Moscou, Rússia, onde fizeram sua primeira aparição pública na televisão performando "Summer in the City" na final do The Voice Kids Rússia. Ao final da turnê, o grupo passou por todos os países dos respectivos membros e países adicionais, tais como Suécia e Áustria.
Em 30 de maio de 2018, foi lançada a canção "One World", primeira parceria do grupo com RedOne e Adelina. O videoclipe da canção, dirigido por Daniel Zlotin, foi exibido em todos os canais da BeIN Sports durante a Football Fiesta em toda a região do Oriente Médio, Norte da África e França. A canção foi a assinatura musical da BeIN Sports durante todo o torneio esportivo, tocando milhões de telespectadores em todo o mundo que compartilham a mesma paixão e emoção pelo esporte e pelo encontro internacional que é a Copa do Mundo FIFA de 2018 na Rússia. A canção também faz parte do novo projeto de RedOne: RedOne Presents New Talents, que tem como objetivo apresentar novos jovens talentos ao mundo.
Em menos de três meses, o grupo lançou três videoclipes, sendo eles "What Are We Waiting For", gravado na Coreia do Sul, "Who Would Think That Love?", gravado no México e "All Day", gravado na Califórnia. Durante sua passagem pela Índia, no início de novembro, o Now United lançou o single "How We Do It", uma parceria com o rapper indiano Badshah e com patrocínio da marca de refrigerantes Pepsi. Foi lançada em seguida a canção "Beautiful Life".
Em dezembro de 2018, foi lançado o documentário Dreams Come True: The Documentary, que conta com cenas das audições realizadas para a escolha dos integrantes do grupo e trajetória por trás da criação de Simon Fuller.
Durante sua passagem pelas Filipinas, o grupo gravou e lançou dois novos singles: "Afraid Of Letting Go" e "Sundin Ang Puso", sendo esse último em parceria com a marca de refrigerantes Pepsi, sendo também a primeira canção oficialmente na língua filipina. O grupo também participou da abertura do Special Olympics World Games 2019, em Abu Dhabi.
Em meados de 2019, foi anunciado que dois novos membros seriam adicionados ao Now United, totalizando 16 membros ao grupo. A seleção ocorreria através de redes sociais, onde os fãs poderiam decidir o país e membro que faria parte do grupo. Em maio, foi anunciado que o primeiro deles seria da Austrália. Em novembro, o grupo abriu inscrições para a seleção do décimo-sexto membro, que seria de algum país do Oriente Médio ou do Norte da África.
O grupo também anunciou o lançamento de seu single "Paraná", que teve o videoclipe gravado em São Paulo, Brasil, e contou com a participação de fãs, selecionados a partir de audições pelo Rexona Dance Studio.
Em 1 de junho de 2019, o grupo se apresentou ao vivo na Cerimônia de abertura da final da Liga dos Campeões da UEFA de 2019, em Madrid, apresentada pela Pepsi, cantando no mesmo palco que grandes artistas, como Imagine Dragons. Durante a turnê mundial, mais três clipes foram lançados, "Sunday Morning", "Crazy Stupid Silly Love"e "Like That".
Em 20 de setembro de 2019, foi lançado "You Give Me Something" em uma versão em inglês e português, interpretada pelos integrantes Lamar Morris e Any Gabrielly, respectivamente. O videoclipe, lançado simultaneamente, foi gravado em West Hollywood, Califórnia, EUA.
Dia 26 de setembro se iniciou a turnê "World Tour Presented by YouTube Music", promovida pela Pepsi e pelo Youtube, sendo realizada nas sedes do Youtube Space em alguns países. Durante a turnê pelos sete diferentes países foi gravado "Legends", lançado oficialmente em 14 de novembro. Posteriormente foi lançada a versão em português da música, "Lendas". A turnê ocorreu até o dia 25 de outubro. Dia 17 de novembro se iniciou a "Dreams Come True Tour", realizada somente no Brasil. Em 15 de dezembro, foi lançado o clipe de "Na Na Na", gravado no Theatro Municipal do Rio de Janeiro, alcançando números altíssimos de visualizações em poucas horas. No dia 27 de novembro foi confirmada a adição de um 16.º membro, sendo anunciado que ele seria do Oriente Médio ou Norte da África. Um dia depois, o canal oficial do Youtube do Now United lançou a prévia de "Good Intentions", cantada por Noah e lançada em comemoração ao natal. O último clipe foi lançado em 28 de dezembro, "Let Me Be the One".

### 2020: Come Together Tour e quarentena
Após as férias de final de ano, os integrantes Bailey, Josh, Krystian e Noah participaram da gravação do videoclipe da canção "Live This Moment", filmado nas ruas de Los Angeles. O clipe foi lançado em 12 de fevereiro de 2020.
Logo após, o grupo gravou o clipe de "Come Together" em Coyote Dry Lake, Califórnia. O videoclipe, lançado em 7 de março de 2020, foi o primeiro do grupo a conter a integrante Savannah Clarke, 15ª membro. Na mesma ocasião, o grupo realizou uma festa de promoção do clipe no Brasil, onde apresentou a música em programas da televisão. Durante essa passagem foi anunciada a "Come Together Tour", que seria realizada no país. Contudo, uma semana depois, o Brasil entrou em quarentena devido à pandemia de COVID-19, levando a turnê a ser adiada. Simultaneamente, a maioria dos países do mundo entraram em quarentena, fazendo com que o grupo se separasse presencialmente.
No início de abril, foi lançado nas plataformas digitais o single "Wake Up", gravado em Orange County e dirigido pelo integrante dos Estados Unidos, Noah, antes da pandemia. Seu videoclipe foi lançado em 9 de abril. Antes, no dia 3 de abril, o grupo lançara o vídeo de "Hoops", porém foi excluído posteriormente, após repercussão negativa por apresentar cenas do Alcorão. No dia 21 de abril, foi lançado "By My Side", gravado por cada integrante de suas respectivas casas, devido à pandemia. No dia 30 de abril, houve o lançamento do clipe de "Better", música que havia sido gravada em março de 2018.
No dia 8 de maio, "Dana Dana" foi lançada em todas as plataformas digitais, e no dia 11, o clipe, gravado por cada integrante de suas respectivas casas. No dia 29 de maio foi lançada em plataformas digitais o single "Let the Music Move You", e em 18 de junho foi lançado o videoclipe do mesmo, em parceria com o app ZEPETO. Dia 23 de junho foi lançada "Stand Together", uma música gravada em 2018, mas que foi aproveitada para dar apoio sobre as coisas que estão acontecendo no mundo (Black Lives Matter e COVID-19).
No dia 31 de julho foi lançada em todas as plataformas digitais o single "Show You How To Love". Em 8 de agosto foi lançado o videoclipe de "Nobody Fools Me Twice", sendo dirigido pela integrante da Coreia do Sul, Heyoon.

#### Reencontro em Dubai e novos membros

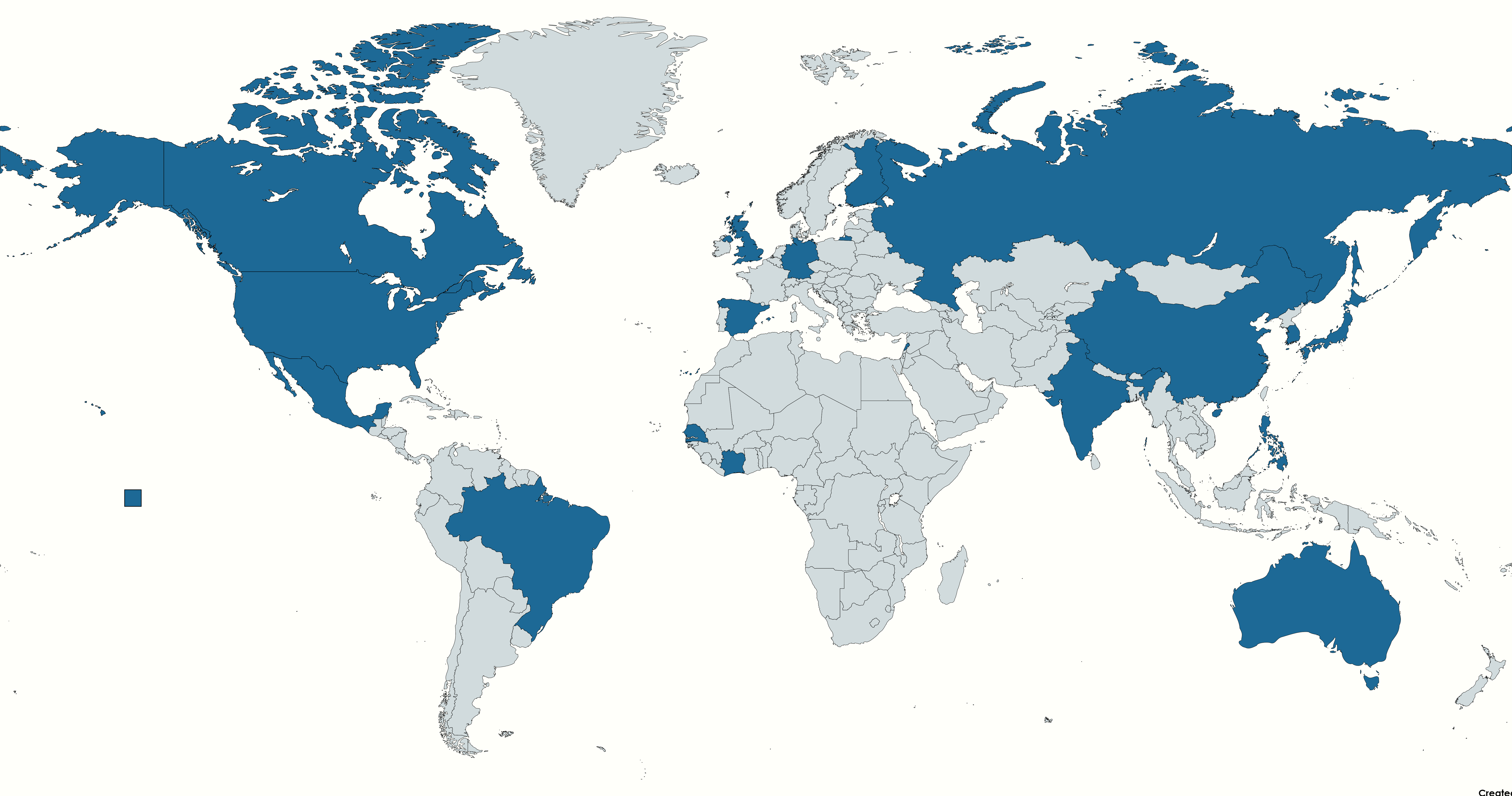
Mapa de origem dos integrantes em junho de 2021

Após seis meses de pausa (por causa da pandemia de COVID-19), em 19 de agosto de 2020, foi confirmado o reencontro do grupo em Dubai. A principal intenção era dar continuidade à busca pelo novo integrante do grupo, que deveria ser do Oriente Médio ou Norte da África. No mesmo dia foi lançado o videoclipe da canção "Feel It Now", e em 21 de agosto, a música foi lançada em todas as plataformas digitais.
Em uma rápida entrevista nas ruas de Los Angeles com um paparazzo do site Hollywood Fix em 5 de setembro de 2020, Diarra, integrante do Senegal, confirma sua saída do grupo. Contudo, ela ainda participa de atividades relativas ao grupo como gravações e publicações.
O single "The Weekend's Here" foi lançado em 18 de setembro. A faixa apresenta Heyoon, Sofya, Sina e Savannah. A filmagem do videoclipe aconteceu nos hotéis Al Seef Heritage e Paramount Hotel em Dubai e a membro Heyoon serviu como co-diretora. Três dias depois, Simon Fuller confirmou oficialmente por meio de uma chamada de vídeo que Nour Ardakani seria a 16ª integrante do grupo, representando o Líbano. Em 30 de setembro, Now United lançou outro single, chamado "Somebody", com Heyoon, Sofya, Sina e Savannah, e Heyoon atuou como co-diretora novamente.
Em 30 de novembro de 2020, foi apresentada a 17ª integrante, Mélanie, da Costa do Marfim. Na mesma ocasião, foi anunciado que estava sendo procurado o 18º integrante, um menino, a ser anunciado em 2021. No último dia de 2020, foi lançado o videoclipe especial do último single do grupo de 2020 chamado "How Far We've Come", contendo uma retrospectiva do grupo desde seu início acompanhado da música homônima.

### 2021: novos projetos
A primeira produção lançada em 2021 foi o videoclipe oficial da canção "How Far We've Come" em 8 de janeiro, com cenas filmadas no deserto dos arredores de Dubai. Na semana seguinte, no dia 15 de janeiro, foi lançado o clipe do single "Lean on Me", também gravado durante a estadia nos Emirados Árabes Unidos. A produção visual, predominantemente dançante, acompanha a canção que exalta elementos da cultura daquela região. Em fevereiro, os integrantes se encontraram em Cancún, no México, onde realizaram gravações. Em abril, passaram por Los Angeles, Malibu e Havaí, nos Estados Unidos, para novas produções.
Em 25 de abril, o grupo realizou o lançamento do vídeo musical de seu quadragésimo quarto single "Baila" no programa de televisão brasileiro Fantástico, da Rede Globo. O clipe foi gravado em Los Angeles, porém é uma homenagem ao Brasil. Três dias mais tarde, em 28 de abril de 2021, foi revelado o 18º integrante, Alex Mandon Rey, da Espanha.
Após semanas anunciando o chamado "projeto secreto" do grupo, foi lançado o musical "Love, Love, Love", que conta com romances entre Any e Josh, Sabina e Bailey e Sina e Noah. Nele, foram lançadas as músicas "When You Love Somebody", "Dance Like That" e "Momento". Foi filmado em San Luis Obispo, Califórnia, contém mais de 9 milhões de visualizações, possui duração de 18:13 minutos e foi lançado em 13 de agosto de 2021.

## Parceiros comerciais
Em maio de 2018, a Unilever, anunciou uma parceria com o Now United no painel #unstereotype da Unilever no Cannes Lions.
Em junho de 2018, o Now United se apresentou no show Sapphire Now da SAP em Orlando, apresentado pelo CEO da SAP, Bill McDermott e Simon Fuller. Uma parceria oficial com a SAP foi anunciada no Mobile World Congress de 2018.
Em setembro de 2018, o jornal The Times noticiou que Now United também é patrocinado pela Samsung, Tommy Hilfiger e Unilever.
Em janeiro de 2019, a Billboard informou que Now United fez parceria com a Pepsi e lançaria músicas, incluindo os singles promocionais "For The Love Of It" e "Sundin Ang Puso", sendo este último a primeira música oficial do grupo na língua filipina.
No dia 22 de junho de 2020, foi anunciado que o grupo agora faz parte do seleto grupo da empresa Redibra que tem como intuito aproximar os fãs do grupo, oferecendo produtos oficiais. No catálogo da empresa, Now United se junta a marcas como Netflix, Riachuelo e Capricho.

## Integrantes
Linha do tempo dos membros
 Ativo(a)
 Inativo(a)
 Ex-Membro
| Membro   | Nome completo                                                   | Nascimento                       | País            | Cidade                      | Atividade                                       | Ref.                                            |
| -------- | --------------------------------------------------------------- | -------------------------------- | --------------- | --------------------------- | ----------------------------------------------- | ----------------------------------------------- |
| Alex     | Alex Mandon Rey                                                 | 10 de julho de 2005 (20 anos)    | Espanha         | Palma, Maiorca              | 28 de abril de 2021 — 31 de agosto de 2023      | [ 75 ] [ 83 ]                                   |
| Any      | Any Gabrielly Rolim Soares                                      | 9 de outubro de 2002 (22 anos)   | Brasil          | Guarulhos, São Paulo        | 5 de dezembro de 2017 — 1 de dezembro de 2022   | [ 84 ] [ 85 ] [ 86 ]                            |
| Bailey   | Bailey Thomas Cabello May                                       | 6 de agosto de 2002 (22 anos)    | Filipinas       | Cebu                        | 5 de dezembro de 2017 — 14 de janeiro de 2023   | [ 87 ] [ 88 ] [ 89 ]                            |
| Desirée  | Desirée Silva dos Santos                                        | 11 de maio de 2005 (20 anos)     | Brasil          | São Paulo                   | 1 de junho de 2023 — presente                   |                                                 |
| Diarra   | De-ara Sylla Diongue                                            | 30 de janeiro de 2001 (24 anos)  | Senegal         | Dacar                       | 5 de dezembro de 2017 — 5 de setembro de 2020   | [ 90 ] [ 91 ] [ 92 ]                            |
| Heyoon   | Heyoon Jeong (hangul: 정혜윤)                                   | 1 de outubro de 1996 (28 anos)   | Coreia do Sul   | Daejeon                     | 5 de dezembro de 2017 — 3 de março de 2023.     | [ 93 ] [ 94 ]                                   |
| Hina     | Yoshihara Hina (kanji: 吉原 日奈, hiragana: よしはら ひな)      | 12 de outubro de 2001 (23 anos)  | Japão           | Niiza                       | 5 de dezembro de 2017 — 1 de março de 2023      | [ 95 ]                                          |
| Joalin   | Joalin Viivi Sofia Loukamaa                                     | 12 de julho de 2001 (24 anos)    | Finlândia       | Turku                       | 5 de dezembro de 2017 — novembro de 2020        | [ 96 ] [ 97 ] [ 98 ]                            |
| Josh     | Joshua Kyle Beauchamp                                           | 31 de março de 2000 (25 anos)    | Canadá          | Edmonton, Alberta           | 5 de dezembro de 2017 — 1 de dezembro de 2022   | [ 99 ]                                          |
| Krystian | Wang Nanjun (hànzi: 王南钧)                                     | 22 de janeiro de 2000 (25 anos)  | China           | Pequim                      | 5 de dezembro de 2017 — inativo                 | [ 100 ] [ 101 ] [ 102 ]                         |
| Lamar    | Lamar Morris                                                    | 1 de dezembro de 1999 (25 anos)  | Reino Unido     | Londres                     | 5 de dezembro de 2017 — 2 de junho de 2024      | [ 103 ] [ 104 ] [ 105 ] [ 106 ]                 |
| Mélanie  | Mélanie Thomas                                                  | 24 de outubro de 2003 (21 anos)  | Costa do Marfim | Abidjan                     | 30 de novembro de 2020 — 4 de fevereiro de 2025 | [ 107 ]                                         |
| Noah     | Noah Jacob Urrea                                                | 31 de março de 2001 (24 anos)    | Estados Unidos  | Orange, Califórnia          | 5 de dezembro de 2017 — 1 de dezembro de 2022   | [ 108 ]                                         |
| Nour     | Nour Issam Ardakani (árabe: نور أردكاني)                        | 30 de novembro de 2001 (23 anos) | Líbano          | Beirute                     | 21 de setembro de 2020 — presente               | [ 109 ] [ 110 ] [ 111 ] [ 112 ] [ 113 ] [ 114 ] |
| Rachel   | Rachel Manurung                                                 |                                  | Indonésia       |                             | 4 de maio de 2025 — presente                    |                                                 |
| Sabina   | Sabina Hidalgo                                                  | 20 de setembro de 1999 (22 anos) | México          | Guadalajara, Jalisco        | 5 de dezembro de 2017 — inativa                 | [ 115 ]                                         |
| Savannah | Savannah Clarke                                                 | 9 de julho de 2003 (22 anos)     | Austrália       | Sydney                      | 28 de fevereiro de 2020 — presente              | [ 116 ] [ 117 ]                                 |
| Shivani  | Shivani Suresh Paliwal (devanágari: शिवानी पालीवाल)                   | 13 de março de 2002 (23 anos)    | Índia           | Udaipur, Rajastão           | 5 de dezembro de 2017 — 4 de março de 2023      | [ 118 ] [ 119 ]                                 |
| Sina     | Sina Maria Deinert                                              | 24 de agosto de 1998 (26 anos)   | Alemanha        | Karlsruhe, Bade-Vurtemberga | 5 de dezembro de 2017 — inativa                 | [ 120 ]                                         |
| Sofya    | Sofya Igorevna Plotnikova (cirílico: Софья Игоревна Плотникова) | 23 de outubro de 2002 (22 anos)  | Rússia          | Moscou                      | 5 de dezembro de 2017 — 27 de fevereiro de 2023 | [ 121 ]                                         |
| Zane     | Zane Carter                                                     | 28 de março de 2003 (22 anos)    | Estados Unidos  | Kentucky                    | 19 de outubro de 2022 — inativo                 |                                                 |

## Discografia
Álbuns de trilha sonora
- The Musical: Welcome to the Night of Your Life (2023)

## Filmografia
| Ano  | Título                               | Rede de TV    | País           | Membro(s)                                                    | Notas                                                                    | Ref.                                    |
| ---- | ------------------------------------ | ------------- | -------------- | ------------------------------------------------------------ | ------------------------------------------------------------------------ | --------------------------------------- |
| 2018 | The Voice Kids Rússia                | Channel One   | Rússia         | Todos (exceto Lamar)                                         | Atração da grande final                                                  | [ 122 ]                                 |
| 2018 | Evening Urgant                       | Channel One   | Rússia         | Todos (exceto Lamar)                                         | Atração musical                                                          | [ 123 ]                                 |
| 2018 | Lotta På Liseberg                    | TV4           | Suécia         | Todos (exceto Shivani)                                       | Atração musical                                                          | [ 124 ] [ 125 ] [ 126 ]                 |
| 2018 | Blue Peter                           | CBBC          | Reino Unido    | Todos (exceto Sofya)                                         | Programa infantil                                                        | [ 127 ]                                 |
| 2018 | It's Showtime                        | ABS-CBN       | Filipinas      | Todos (exceto Diarra e Lamar)                                | Atração musical                                                          | [ 128 ]                                 |
| 2018 | The Late Late Show with James Corden | CBS           | Estados Unidos | Todos (exceto Diarra e Lamar)                                | Estreia na TV americana                                                  | [ 129 ]                                 |
| 2018 | Shake It Up                          | SMG           | China          | Todos (exceto Heyoon e Lamar)                                | Atração musical                                                          | [ 130 ]                                 |
| 2018 | Uno TV                               | Uno TV        | México         | Diarra, Heyoon, Krystian, Sabina, Sina e Sofya               | Entrevista                                                               | [ 131 ]                                 |
| 2018 | Hoy                                  | Las Estrellas | México         | Todos (exceto Lamar)                                         | Atração musical                                                          | [ 132 ]                                 |
| 2018 | So You Think You Can Dance           | FOX           | Estados Unidos | Todos (exceto Lamar)                                         | Atração musical                                                          | [ 133 ]                                 |
| 2019 | Pinoy Big Brother: Otso              | ABS-CBN       | Filipinas      | Todos (exceto Shivani e Lamar)                               | Atração musical                                                          |                                         |
| 2019 | ASAP Natin 'To!                      | ABS-CBN       | Filipinas      | Todos (exceto Shivani e Lamar)                               | Atração musical                                                          |                                         |
| 2019 | Meus Prêmios Nick                    | Nickelodeon   | Brasil         | Todos (exceto Lamar)                                         | Atração musical                                                          | [ 134 ]                                 |
| 2019 | The Noite com Danilo Gentili         | SBT           | Brasil         | Todos (exceto Krystian e Lamar)                              | Entrevista e atração musical                                             | [ 135 ] [ 136 ]                         |
| 2019 | Programa da Maisa                    | SBT           | Brasil         | Todos (exceto Lamar)                                         | Entrevista                                                               | [ 137 ] [ 138 ]                         |
| 2019 | MTV Hits                             | MTV (Brasil)  | Brasil         | 9 de 14                                                      | VJs                                                                      | [ 139 ]                                 |
| 2019 | Hora do Faro                         | RecordTV      | Brasil         | Todos (exceto Lamar)                                         | Atração musical                                                          | [ 140 ] [ 141 ] [ 142 ]                 |
| 2019 | Encontro com Fátima Bernardes        | Rede Globo    | Brasil         | Todos (exceto Joalin e Lamar)                                | Atração musical                                                          | [ 143 ]                                 |
| 2020 | Caldeirão do Huck                    | Rede Globo    | Brasil         | Todos (exceto Diarra, Joalin e Lamar)                        | Entrevista e atração musical (primeiras performances de Savannah Clarke) | [ 144 ]                                 |
| 2020 | Domingo Show                         | RecordTV      | Brasil         | Todos (exceto Diarra, Joalin e Lamar)                        | Entrevista e atração musical (primeiras performances de Savannah Clarke) | [ 145 ] [ 146 ] [ 147 ] [ 148 ]         |
| 2020 | MTV Hits                             | MTV (Brasil)  | Brasil         | Todos (exceto Diarra, Joalin e Lamar)                        | Entrevista e atração musical (primeiras performances de Savannah Clarke) |                                         |
| 2020 | Programa da Maisa                    | SBT           | Brasil         | Todos (exceto Bailey, Diarra, Joalin, Lamar, Sabina e Sofya) | Entrevista e atração musical (primeiras performances de Savannah Clarke) | [ 149 ] [ 150 ] [ 151 ] [ 152 ] [ 153 ] |
| 2021 | Globos de Ouro                       | SIC           | Portugal       | Todos (exceto Bailey, Diarra, Joalin, Krystian e Shivani)    | Atração musical                                                          |                                         |
|      | Casa Feliz                           | SIC           | Portugal       | Todos (exceto Bailey, Diarra, Joalin, Krystian e Shivani)    | Entrevista                                                               | [ 154 ]                                 |

### Especiais
| Ano           | Título                                         | Plataforma | Episódios     | Notas                                                       | Ref.                    |
| ------------- | ---------------------------------------------- | ---------- | ------------- | ----------------------------------------------------------- | ----------------------- |
| 2018          | Now United - Meet the Group                    | YouTube    | 1             | Especial                                                    |                         |
| 2018          | Now United - Singing and Dancing Without Music | YouTube    | 14            | Especial                                                    |                         |
| 2018          | Now United in Moscow, Russia                   | YouTube    | 6             | Vlog                                                        |                         |
| 2018          | Now United in Kitzbüel, Austria                | YouTube    | 2             | Vlog                                                        |                         |
| 2018          | We Are Now United / This Is Me                 | YouTube    | Em lançamento | Especial sobre a vida pessoal dos mem                       |                         |
| 2018          | Now United - Why I Dance x Rexona Dance Studio | YouTube    | Em lançamento | Especial com Rexona Dance Studio                            |                         |
| 2018-presente | The Now United Show                            | YouTube    | Em lançamento | Bastidores da turnê mundial, shows e ensaios. 3 Temporadas. | [ 155 ]                 |
| 2018          | Dreams Come True: The Documentary              | YouTube    | 1             | Documentário                                                | [ 156 ]                 |
| 2019          | The Road to Dreams Come True                   | YouTube    | 20            | Bastidores da preparação para Dreams Come True Tour.        |                         |
| 2020          | Dance Partys                                   | YouTube    | 5             | Live feita pelos membros durante a pandemia do COVID-19     | [ 157 ] [ 158 ] [ 159 ] |
| 2021          | Love, Love, Love. A Musical                    | YouTube    | 1             | Musical                                                     |                         |
| 2023          | The Musical: Welcome to the Night of Your Life | OP3N       | 1             | Musical                                                     |                         |

## Turnês
Oficiais
- Dreams Come True Tour (2019)
- Wave Your Flag World Tour (2022)
- Forever United Tour (2022)
- Now or Never World Tour 2025 (2025)

Promocionais
- Promo World Tour (2018)
- World Tour 2019 Presented by YouTube Music (2019)

Concerto em Livestream
- Now Love Live From Abu Dhabi (2021)

Atos de Abertura
- S Club – The Good Times Tour (2023)

Cancelado
- Come Together Tour (2020)

## Prêmios e indicações
| Ano  | Prêmio                     | Categoria                      | Indicado        | Resultado | Ref.            |
| ---- | -------------------------- | ------------------------------ | --------------- | --------- | --------------- |
| 2019 | Meus Prêmios Nick          | Artista Internacional Favorito | Now United      | Indicados | [ 160 ] [ 161 ] |
| 2019 | Meus Prêmios Nick          | Fandom do Ano                  | Uniters         | Venceu    | [ 160 ] [ 161 ] |
| 2019 | Prêmio Jovem Brasileiro    | Roockie do Ano K-pop           | Now United      | Venceu    | [ 162 ]         |
| 2019 | Prêmio Contigo! Online     | Revelação Musical do Ano       | Now United      | Venceu    | [ 163 ]         |
| 2020 | Kids' Choice Awards        | Fandom Brasileiro              | Uniters         | Venceu    | [ 164 ]         |
| 2020 | Prêmio Jovem Brasileiro    | Clipe Bombástico               | "Come Together" | Indicados | [ 165 ]         |
| 2020 | MTV Video Music Awards     | Melhor Grupo                   | Now United      | Indicados | [ 166 ]         |
| 2020 | Meus Prêmios Nick          | Artista Internacional Favorito | Now United      | Venceu    | [ 167 ]         |
| 2020 | Meus Prêmios Nick          | Fandom do Ano                  | Uniters         | Venceu    | [ 167 ]         |
| 2020 | Meus Prêmios Nick          | Hit Internacional              | "Come Together" | Venceu    | [ 167 ]         |
| 2020 | Meus Prêmios Nick          | Vencedores Épicos do KCA       | Now United      | Venceu    | [ 167 ]         |
| 2020 | Kids' Choice Awards México | Hit Mundial                    | "Come Together" | Indicados | [ 168 ]         |